# Platyrhina
Platyrhina es un género de rayas de la familia rhinobatidae, que comprende tres especies. Son nativos de aguas templadas a tropicales en el océano Pacífico occidental. Son animales poco conocidos de la zona béntica  que se alimentan de invertebrados pequeños como crustáceos, moluscos, y gusanos. Habita en bajíos a una profundidad de 60 m sobre fondos pedregosos o arenosos.
Presentan aletas pectorales en forma de corazón, hocicos romos, cortos, colas semejantes a la de un tiburón, ligeramente aplanadas con crestas laterales. . Las dos aletas dorsales y la caudal son grandes y redondeadas: la aleta caudal carece de lóbulo inferior. Los dientes son pequeños y distribuidos en damero para aplastar presas con caparazón. Sus cuerpos están cubiertos con pequeños dentículos dérmicos; hay también varias filas de dentículos dentro de la cavidad bucofaríngea. La forma de estos dentículos permite distinguir al género de otros tipos de rayas. Presenta grandes espinas alrededor de los ojos y en los hombros, y distribuidos en filas a lo largo del dorso y cola.
Según se sabe,  son ovovivíparos, con el feto en desarrollo sostenido principalmente por sacos de yema grande. La eploración en la bahía de Ariake, Japón, indica que crecen con rapidez, que maduran temprano, y viven menos que otra especies de raya. Los machos maduran en 2,1 años y las hembras en 2,9 años; las hembras crecen que los machos. La máxima edad conocida es de 5 años para machos y 12 años para hembras Estas rayas son típicamente inoffensivas pero deben manejarse con precaución debido a sus grandes espinas.

## Especie
- Platyrhina hyugaensis Iwatsuki, Miyamoto & Nakaya, 2011
- Platyrhina sinensis Bloch & J. G. Schneider, 1801
- Platyrhina tangi Iwatsuki, J. Zhang & Nakaya, 2011